# Heberlein
Johanna Ellen Margareta Heberlein, känd under artistnamnet Heberlein, född 27 oktober 1994 i Förslövs församling, är en svensk sångerska och låtskrivare. 
Hon gav ut sin första singel Think About Us tillsammans med artistproducenten JHN i juni 2021. Sedan dess har hon givit ut 9 singlar, däribland en EP med namnet By You. I januari 2023 gav hon ut den elektroniska singeln Devil You Made Me tillsammans med Treyy G och Jvckpot. Under sommaren 2023 kom A Little More, med tillhörande musikvideo, följt av den senaste singeln Almost Had It All som gavs ut i oktober 2024.
Hon skrev kontrakt med Ninetone Records i november 2020.

## Diskografi

### EP
- By You

### Singlar
- Think About Us
- Devil You Made Me
- High Then Low
- High Then Low Remix
- By You
- By You Demo
- WOW (See It)
- WORDS
- On My Own
- Low
- Think About Us (Acoustic)
- A Little More
- Almost Had It All